# Lewis Zeigler
Lewis Jerome Zeigler (ur. 4 stycznia 1944 w Harrisbourgu, zm. 12 sierpnia 2022 w Monrovii) – liberyjski duchowny katolicki, arcybiskup Monrovii w latach 2011–2021.

## Życiorys
Święcenia kapłańskie otrzymał 22 grudnia 1974 i został inkardynowany do archidiecezji Monrovia. Był m.in. dyrektorem krajowym duszpasterstwa powołań (1979–1981) oraz rektorem archidiecezjalnego seminarium (1982–1983). W dniu 17 listopada 1986 roku został inkardynowany do nowo utworzonej diecezji Gbarnga. Pełnił w niej funkcje m.in. wikariusza generalnego (1997–2000) oraz tymczasowego administratora (2000–2002).

## Episkopat
30 maja 2002 papież Jan Paweł II mianował go biskupem diecezji Gbarnga. Sakry biskupiej udzielił mu 9 listopada 2002 ówczesny ordynariusz archidiecezji Monrovii - arcybiskup Michael Kpakala Francis.
11 lipca 2009 papież Benedykt XVI mianował go arcybiskupem koadiutorem archidiecezji Monrovii. W dniu 12 lutego 2011 Benedykt XVI mianował go ordynariuszem tej archidiecezji. 7 czerwca 2021 Franciszek przyjął jego rezygnację z obowiązków arcybiskupa Monrovii.
W latach 2005–2017 pełnił funkcję przewodniczącego Konferencji Episkopatu Liberii.